# Tsukèthia
Tsukètia o Tsukèthia fou una regió històrica de la Geòrgia medieval, situada a l'est del país, al nord d'Herècia i al sud de Tsanarètia, a la vall del riu Alazani. Va pertànyer a Aghuània però fou conquerida pel rei georgià Vakhtang I Cap de Llop vers el 465.